# Ben Diogaye Bèye
Ben Diogaye Bèye är en senegalesisk filmskapare och journalist. Han har med-regisserat ett dussintal senegalesiska filmer, inklusive Touki Bouki, Baks och Sarah et Marjama.